# 鎌田家住宅
鎌田家住宅（かまたけじゅうたく）は、東京都世田谷区梅丘にある1932年（昭和7年）建築の歴史的建造物（民家）。戦前の東京郊外の私鉄沿線に建てられた郊外住宅地の建物景観を伝えていると考えられている。2009年（平成21年）に、国の登録有形文化財（建造物）に登録された。

## 文化財
登録有形文化財（建造物）
鎌田家住宅主屋
登録年月日:2009年（平成21年）11月2日、種別:住宅/建築物、登録基準:国土の歴史的景観に寄与しているもの。
年代:1932年（昭和7年）建築、1972年（昭和47年）改修、木造平屋建、瓦葺、建築面積104m2。
鎌田家住宅離れ
登録年月日:2009年（平成21年）11月2日、種別:住宅/建築物、登録基準:国土の歴史的景観に寄与しているもの。
年代:1932年（昭和7年）建築、木造平屋建、瓦葺、建築面積50m2。
鎌田家住宅門及び塀
登録年月日:2009年（平成21年）11月2日、種別:住宅/その他工作、登録基準:国土の歴史的景観に寄与しているもの。
年代:1932年（昭和7年）建築、門 鉄筋コンクリート造、間口2.6m、塀 鉄筋コンクリート造、延長4.0m。